# Ordre national du Mérite

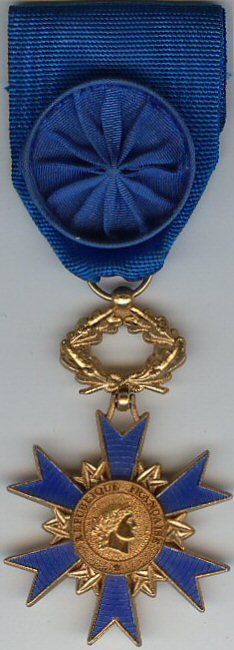
Officier

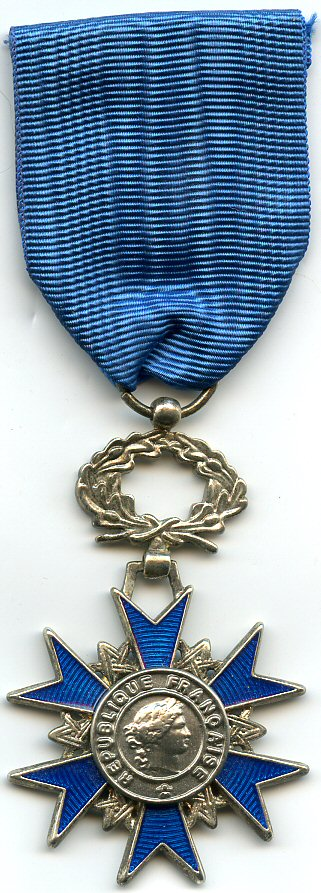
Chevalier

Der Ordre national du Mérite (deutsch nationaler Verdienstorden) ist ein 1963  geschaffener französischer Verdienstorden. Protokollarisch unterhalb von Ehrenlegion, Ordre de la Libération und Militärmedaille angesiedelt, stellt er die vierthöchste Auszeichnung Frankreichs dar.

## Geschichte
Der Nationalverdienstorden wurde am 3. Dezember 1963 im Zuge der Reorganisation des französischen Ordenswesens durch den Staatspräsidenten Charles de Gaulle gestiftet, gleichzeitig wurde eine Reihe zuvor bestehender ministerieller und Kolonialorden abgeschafft (siehe unten).
Der Nationalverdienstorden wird für besondere Verdienste im öffentlichen, zivilen, militärischen oder privaten Bereich verliehen. Die Auszeichnung kann an jeden französischen Staatsangehörigen, in Ausnahmefällen auch an Ausländer vergeben werden. Der jeweilige französische Staatspräsident ist Großmeister des Ordens und ernennt neue Mitglieder. Französische Premierminister werden nach sechs Monaten Amtszeit ex officio mit dem Großkreuz ausgezeichnet.

## Klassen
Der Orden besteht aus fünf Klassen:
- Großkreuz (Grand-Croix)
- Großoffizier (Grand Officier)
- Komtur (Commandeur)
- Offizier (Officier)
- Ritter (Chevalier)

## Ordensdekoration
Das Ordenszeichen wurde vom französischen Bildhauer Max Leognany gestaltet und ist ein von einem Malteserkreuz abgeleiteter sechszackiger vergoldeter (das Ritterkreuz versilbert) und blau emaillierter Stern. Im ebenfalls vergoldeten Medaillon der nach links gewendete Kopf der Marianne mit der Umschrift REPUBLIQUE FRANÇAISE. Die Verbindung mit dem Band stellt einen Lorbeerkranz dar.
Die Dekoration als solches wird bei der Aufnahme in den Orden nicht automatisch ausgegeben, vielmehr können die Geehrten sich diese je nach Leistungsstufe für 310 Euro oder 410 Euro (Preise von 2025) bei der staatlichen französischen Münzprägeanstalt Monnaie de Paris oder einigen autorisierten privaten Anbietern kaufen.

## Trageweise
Das Großkreuz wird mit einer Schärpe von der rechten Schulter zur linken Hüfte sowie mit einem vergoldeten Bruststern auf der linken Seite getragen. Zu besonderen Anlässen kann diese Klasse auch an einer Collane getragen werden. Großoffiziere legen einen silbernen Bruststern auf der rechten Seite an und tragen dazu das Ordenszeichen am Band auf der linken Brustseite. Das Kommandeurskreuz wird um den Hals, Offizier- und Ritterkreuz am Band auf der linken Brustseite, getragen. Auf dem Offiziersband ist außerdem eine Rosette angebracht.
Das Ordensband ist blau.

## Mit der Einführung des Nationalverdienstordens abgeschaffte Orden

### Ministerielle Orden
- Ordre du Mérite social (seit 1936)
- Ordre de la Santé publique (seit 1938)
- Ordre du Mérite commercial et industriel (seit 1939)
- Ordre du Mérite artisanal (seit 1948)
- Ordre du Mérite touristique (seit 1949)
- Ordre du Mérite combattant (seit 1953)
- Ordre du Mérite postal (seit 1953)
- Ordre de l’Économie nationale (seit 1954)
- Ordre du Mérite sportif (seit 1956)
- Ordre du Mérite du Travail (seit 1957)
- Ordre du Mérite militaire (seit 1957)
- Ordre du Mérite civil (seit 1957)

### Kolonialorden
- Ordre de l'Étoile noire (seit 1896)
- Ordre de l'Étoile d'Anjouan (seit 1896)
- Orden Nichan el-Anouar (seit 1896)
- Ordre du Mérite saharien (seit 1958)

## Bekannte Träger
- Kategorie:Träger des französischen Nationalverdienstordens